# ヒューイ・ルイス
ヒューイ・ルイス（Huey Lewis、本名・ヒュー・アンソニー・クレッグ3世、Hugh Anthony Cregg III 1950年7月5日 - ）は、アメリカ合衆国ニューヨーク州ニューヨーク市出身の歌手。ヒューイ・ルイス&ザ・ニュースのリーダーであり、ボーカリスト。米国コーネル大学工学部中退。

## 略歴
アイルランド系アメリカ人の父親とポーランド人（ポーランドからアメリカへ移住1世）の母親の間にニューヨーク市で生まれたが、生まれてまもなく、後に事務所を構えることになるカリフォルニア州ミルバレーに移り住んだ。
ヒューイが12歳のとき、父親は、ジャズ音楽やビートニク的な詩を好む過度にリベラルな母親の気質が彼の性格形成に悪影響を与えると考え、ニューヨークの学校に入学させたが、これが両親の離婚の原因となった。
その後、ニュージャージー州のローレンス高校という名門進学校に進んだ。しかし、大学に入学することなく、父親の勧めでヨーロッパへ放浪の旅に出た。シンボルマークのブルースハープはこのころ覚えたのだという。
帰国後、コーネル大学に入学したが、大学の授業や校風になじめず、すぐに退学してしまった。
大学退学後、1971年にサンフランシスコなどのベイエリアを拠点とする、クローバーというバンドに加入した。クローバーには、ドゥービー・ブラザーズやサザン・パシフィックで活躍することになるジョン・マクフィーや、1972年に加入し、後に、ザ・ニュースのメンバーとなる、ショーン・ホッパーがいた。
1977年に、マクフィーがドゥービー・ブラザーズに加入することが決まって、メンバーは解散した。
その後、バンド仲間を探して、サンフランシスコやロサンゼルスのバーを転々として、最後に行ったバーで、現在は閉店した「アンクル・チャーリーズ」で、失業中のメンバーを集めて、バーバンドとして活躍していた。
その後、1979年に、ヒューイ・ルイス&ジ・アメリカンエキスプレスというバンドを結成し、その後名称変更して現在に至る。

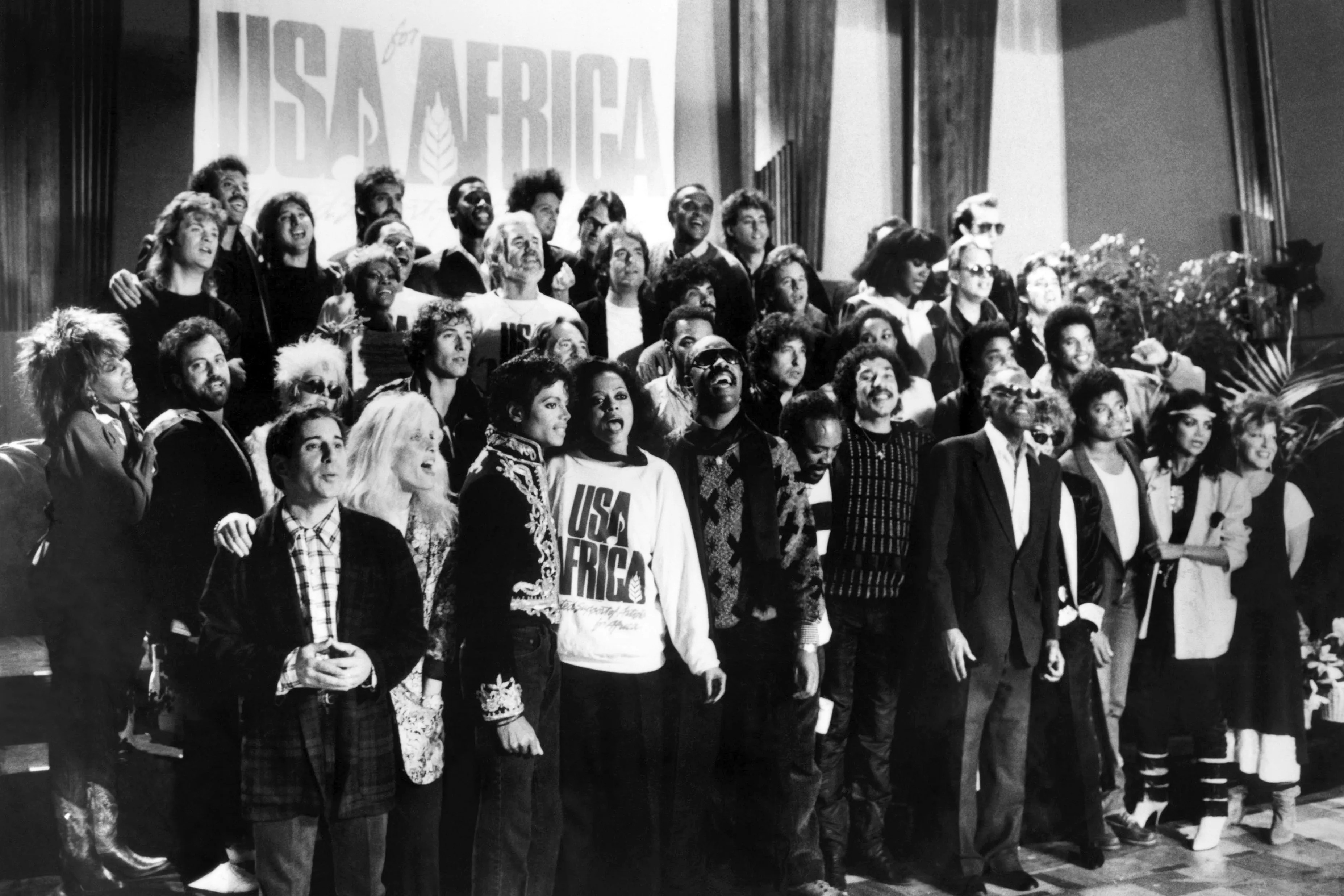
USAフォー・アフリカにてウィ・アー・ザ・ワールドを歌う

1985年にはUSAフォー・アフリカに参加し、チャリティ・シングルの「ウィ・アー・ザ・ワールド」のブリッジ部分で、プリンスにかわってリードボーカルをとった。
また、俳優活動もしており、1993年の映画「ショート・カッツ」に出演した。そして、2000年には、グウィネス・パルトロウ主演の映画「デュエット」で、パルトロウ演じる、リヴの父親のリッキー役で、初主演した。
ブロードウェイのミュージカル「シカゴ」にビリー・フリン役で出演した。
2018年4月、聴覚障害で年内のコンサートをキャンセルすることを発表した。メニエール病の疑いがあるという。

## 出演

### 映画
- バック・トゥ・ザ・フューチャー Back To The Future (1985)
- ショート・カッツ Short Cuts (1993)
- スフィア Sphere (1998)
- 疑惑の幻影 Shadow of Doubt (1998)
- デュエット Duets (2000)

### ミュージカル
- シカゴ "Chicago"

### ドラマ
- THE BLACKLIST/ブラックリストThe Blacklist シーズン8第6話　(2021年)

## エピソード

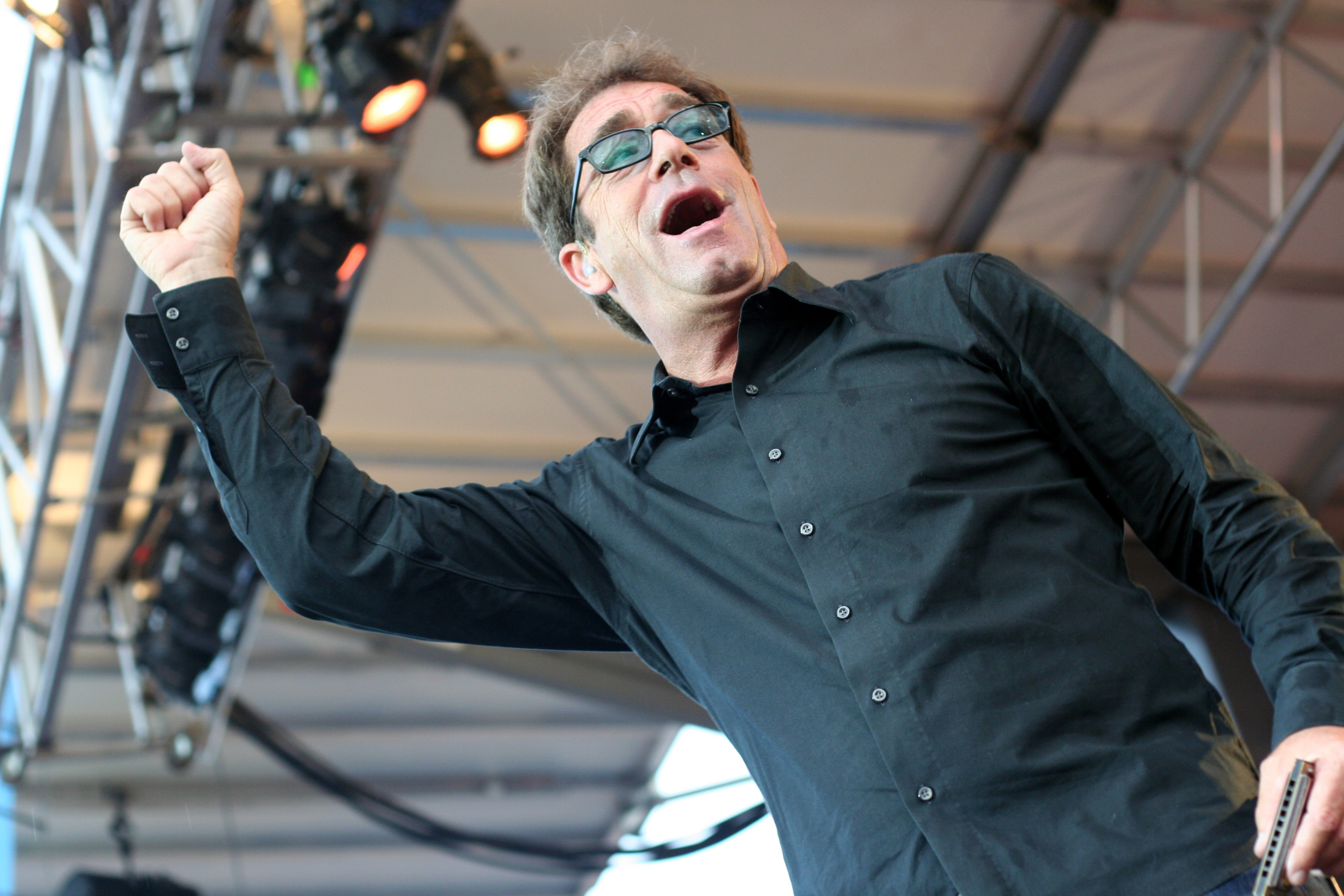
2013年

- 芸名である「ヒューイ・ルイス」は、付き合っていた女性の父親が「ヒューイ・ルーイ(Huey Louis)」(ドナルド・ダックに登場するヒューイ・デューイ・ルーイが元ネタ)とあだ名をつけたことから始まっている。
- 1980年代に出された、ザ・ニュースのレコード・CD・テープのライナーノートには「1951年7月5日生まれ」となっているが、これは公式発表とは異なる。
- 最初に名づけられたバンド名「ヒューイ・ルイス&ジ・アメリカンエキスプレス」は、カード会社に訴えられるとまずいので、変更した(「カードはもちろん、音楽も出かける時は忘れずに。」という意味が込められていた)。
- 1985年公開の映画「バック・トゥ・ザ・フューチャー」に、「パワー・オブ・ラヴ」を提供したことは有名で、映画序盤のオーディションのシーンにバンドの審査員役でカメオ出演している。
- 1988年公開のトム・ハンクス映画「ビッグ」において、主人公のジョッシュが家財道具を新居に運び込んでいるシーンに、1982年発表のアルバム『ベイエリアの風』の収録曲である「ワーキン・フォー・リヴィン」が使用された。
- 1998年公開の映画「スフィア」の冒頭部分で、ヘリコプターのパイロット役として、カメオ出演した。
- 好きな女優はジェシカ・ラングである。
- ギタリストのクリス・ヘイズと同様に愛煙家である。
- ゴルフが趣味で、来日したときはよくプレーしていた。
- ジョニー・コーラと仲がいいらしく、いつも一緒に行動している。
- ゴーストバスターズのサウンドトラック候補になった。